# Omoadiphas aurula
Omoadiphas aurula là một loài rắn trong họ Rắn nước. Loài này được Köhler, Mccranie & Wilson mô tả khoa học đầu tiên năm 2001.